# 버티칼 리미트
《버티칼 리미트》(영어: Vertical Limit)는 2000년에 개봉한 미국의 서바이벌, 스릴러 영화이다.

## 줄거리
영화는 암벽 등반 중 사고로 아버지를 잃은 남매 피터와 애니의 이야기로 시작된다. 사고 당시 피터는 아버지의 생존을 위해 어쩔 수 없이 아버지를 절벽에서 떨어뜨려야 했고, 이 사건으로 인해 애니는 피터를 원망하게 된다. 3년 후, 등반을 은퇴한 피터와 달리 애니는 유명한 등반가가 되어 K2 등정에 도전한다. 그녀의 원정대는 부유한 사업가 엘리엇 본의 후원을 받는다. 
원정 전야 파티에서 K2 전문가 몽고메리 윅이 본을 비난하며 분위기를 망친다. 사실 윅의 아내는 본의 과거 원정에서 사망했는데, 윅은 아내의 사망 원인이 본의 거짓말 때문이라고 믿고 있었다.  원정대는 악천후 경고에도 불구하고 등반을 강행하고, 눈사태로 인해 애니, 본, 등반가 맥클레렌이 크레바스에 갇히게 된다. 
피터는 애니의 조난 신호를 감지하고 윅을 포함한 구조대를 조직한다. 구조대는 폭발물 니트로글리세린을 가지고 크레바스 입구를 뚫으려 하지만, 운반 중 연이은 사고로 대원들이 목숨을 잃는다. 크레바스 안에서는 맥클레렌이 부상을 입고 산소통과 약을 잃어버린다. 애니는 자신이 가진 약을 나눠주고, 다른 곳에서 더 많은 약을 구하려 애쓰지만 본은 살아남기 위해 맥클레렌을 희생시키려 한다. 
구조 활동 중 윅은 아내의 시신을 발견하고 본이 아내의 약을 훔쳐 사망하게 했다는 사실을 알게 된다. 복수심에 불타는 윅은 피터에게 본을 구출하는 데 집중하지 않는다는 의심을 받는다. 크레바스에서 본은 맥클레렌을 살해하고, 애니와 함께 크레바스 입구를 표시해 구조를 기다린다. 피터와 구조대는 폭발물을 이용해 크레바스 입구를 뚫지만, 윅과 본이 추락하며 위기에 처한다. 결국 윅은 복수를 위해 본과 함께 추락사하고, 피터와 애니는 살아남는다.
구조 후, 애니는 피터와 화해하고, 죽은 등반가들을 추모하며 영화는 마무리된다.

## 배역
- 크리스 오도널 - 피터
- 빌 팩스턴 - 엘리엇 본
- 로빈 터니 - 애니
- 스콧 글렌 - 몽고메리 윅
- 니컬러스 리 - 톰 매크래런
- 이자벨라 스코럽코 - 모니크
- 로버트 테일러 (1963)(영어판) - 스킵

## 한국판 성우진

### MBC (2004년 10월 9일)
- 구자형 - 피터(크리스 오도널)
- 이윤연 - 엘리엇 본(빌 팩스턴)
- 김아영 - 애니(로빈 터니)
- 박일 - 몽고메리 윅(스콧 글렌)
- 손원일 - 톰 맥크라렌(니컬러스 리)
- 윤소라 - 모니크(이자벨라 스코럽코)
- 박지훈 - 스킵(로버트 테일러)
- 김호성 - 말콤 벤치(벤 멘델존)
- 황윤걸 - 시릴 벤치(스티브 르 마르퀀트)
- 최한 - 헬기 조종사(테뮤라 모리슨)
- 김용식 - 로이스(스튜어트 윌슨) / 애드(에드 비에스터스)
- 이도련 - 파크스탄군 대령(로산 세스)
- 김태훈 - 프랭크(데이비드 헤이먼)
- 방성준 - 카림(알렉산더 시디그)
- 정재헌 - 마키(로버트 머몬)
- 이원찬 - 기술자(콜린 모이)

### SBS (2009년 6월 27일)
- 최원형 - 피터(크리스 오도널)
- 이종혁 - 엘리엇 본(빌 팩스턴)
- 배정미 - 애니(로빈 터니)
- 장광 - 몽고메리 윅(스콧 글렌)
- 정남 - 모니크(이자벨라 스코럽코)
- 조동희 - 말콤 벤치(벤 멘델존)
- 송준석 - 톰 맥크라렌(니컬러스 리)
- 양석정 - 스킵(로버트 테일러)
- 정재헌 - 카림(알렉산더 시디그)
- 홍진욱 - 시릴 벤치(스티브 르 마르퀀트)